# Jacques Boudinot
Pour les articles homonymes, voir Boudinot.
Jacques Boudinot (2 décembre 1947 - 7 mai 1999) est un entomologiste français.
Aucune biographie n'en a jamais été publiée, sa femme s'y étant toujours opposée.

## Sa vie
Il est né à Paris dans le 10e arrondissement. Début 1971, il habitait rue Bonaparte à Paris.
Il était alors titulaire du Certificat d'aptitude professionnel de dessinateur industriel en construction mécanique, et préparait, sous la direction de Jacques Carayon, un diplôme de l'École pratique des hautes études (qu'il n'a jamais finalisé, accaparé par d'autres tâches, puis empêché par la maladie). Toujours à la même époque, il était engagé comme Aide technique au Laboratoire d'Entomologie du MNHN. Beaucoup plus tard, il a été nommé sur un poste d'Assistant-Ingénieur.

## L'entomologiste
Il a une passion pour les élevages des lépidoptères qu'il réalise dans la petite serre du Laboratoire d'Entomologie du Muséum d'histoire naturelle de Paris.
Il s'intéresse aux Nymphalides, il publie une remarquable étude sur Limenitis populi.
En 1982 Pierre Viette lui confie la rédaction du volume 60 de La Faune de Madagascar consacré aux microlépidotères Epiplemidae, qu'il réalisera avec brio, décrivant un genre nouveau et 21 espèces nouvelles. La liste est publiée sur le web.
En 1988, il participe à une expédition entomologique en Guyane dirigée par Hervé de Toulgoët.

## Taxa dédiés
17 taxa lui ont été dédiés :
- Aulacocyclus boudinoti Boucher & Reyes-Castillo, 1997
- Automeris boudinoti Lemaire, 1982
- Boudinotia Weiner & Najt, 1991
- Claterna boudinoti Viette, 1979
- Forcipomyia boudinoti Clastrier & Delecolle, 1991
- Hypsopygia boudinoti Leraut, 2006
- Leistus boudinoti Deuve, 1985
- Maradana boudinoti Leraut, 2007
- Monohelea boudinoti Clastrier, 1993
- Mycodrosophila boudinoti Tsacas & Chassagnard, 1991
- Nodozana boudinoti Gibeaux, 1983
- Paradirphia boudinoti Lemaire & Wolfke, 1990
- Pseudachorutella boudinoti Najt & Weiner, 1997
- Pyralosis boudinoti Leraut, 2006
- Rutylapa boudinoti Matile, 1988
- Toulgoetodes boudinoti Leraut, 1998
- Ueana boudinoti Boulard, 1992